# Saint-Pierre-des-Loges
Saint-Pierre-des-Loges är en kommun i departementet Orne i regionen Normandie i nordvästra Frankrike. Kommunen ligger i kantonen Moulins-la-Marche som tillhör arrondissementet Mortagne-au-Perche. År 2022 hade Saint-Pierre-des-Loges 160 invånare.

## Befolkningsutveckling
Antalet invånare i kommunen Saint-Pierre-des-Loges
| Referens: INSEE |